# Marokkaans autonomieplan voor de Westelijke Sahara
Het Marokkaans autonomieplan voor de Westelijke Sahara is een plan voor beperkte autonomie voor de bevolking van Westelijke Sahara. Het werd op 11 april 2007 door Marokko aan de Verenigde Naties gepresenteerd. Op 25 maart 2006 richtte koning Mohammed VI tijdens een bezoek aan al Ajoen in Westelijke Sahara de Koninklijke Adviesraad voor Saharaanse Zaken (CORCAS) op. De adviesraad kreeg als opdracht het pad te effenen naar autonomie voor de Saharaanse bevolking. Dit resulteerde een jaar later in de presentatie van het plan.

## Achtergrond
In februari 1976 bezette Marokko het noordelijke twee derde deel van Westerse Sahara en in augustus 1979 de rest van het gebied. Een groot deel van de Sahrawi-bevolking vluchtte naar het buurland Algerije en kwam daar in vluchtelingenkampen terecht. Marokko vestigde een groot aantal Marokkaanse kolonisten in het bezette gebied. De Sahrawi riepen in Westerse Sahara de Sahrawi Arabische Democratische Republiek (SADR) uit, maar Marokko was fel tegen een onafhankelijke staat, hoewel de VN zich eerder had uitgesproken voor zelfbeschikking van de oorspronkelijke bevolking van de voormalige Spaanse kolonie.

## Presentatie
Het Koninkrijk zei te hopen dat "de andere partijen de betekenis en de reikwijdte van dit voorstel zullen waarderen, en ook een positieve en constructieve bijdrage zullen leveren" en vindt dat de "dynamiek die door dit initiatief is geboden een historische kans is" om het Saharaanse conflict "voor eens en voor altijd op te lossen".
De Marokkaanse diplomatie was bijzonder actief voor de diplomatieke steun voor het autonomieplan bij staatsleiders van veel landen en vooral bij de Amerikaanse en Europese staatsleiders. De voormalige Franse president Jacques Chirac en de Spaanse premier Zapatero reageerden in die tijd positief over het Marokkaanse autonomievoorstel. Ook de Amerikaanse regering had positief gereageerd. Onderminister Nicholas Burns van Buitenlandse Zaken noemde het “een belangrijk en overtuigend voorstel”. Daarentegen had Algerije al laten weten niets te zien in het Marokkaanse voorstel; het buurland noemde het “een eenzijdig plan”.

## Gevolgen
Het Marokkaanse autonomieplan is bedoeld als alternatief voor de zelfbeschikking van de Sahrawi. Frankrijk, voormalige kolonisator van Marokko, heeft Marokko altijd gesteund bij de bezetting en steunt ook het autonomieplan. De VS gaf ook zijn steun, om de impasse in het conflict te doorbreken. Frankrijk en de VS kunnen met hun vetorecht in de Veiligheidsraad ieder voorstel tegen Marokko of voor een onafhankelijke staat blokkeren.
Het autonomieplan voorziet echter maar in een beperkte autonomie en wordt afgewezen door Polisario, dat de Sahrawi vertegenwoordigt. Het plan is gebaseerd op annexatie van Westerse Sahara door Marokko, waarbij de Sahrawi alleen maar zeggenschap zouden krijgen over een beperkt aantal lokale zaken. De Marokkaanse kolonisten zouden daarnaast ook grotendeels dezelfde rechten krijgen als de Sahrawi. Het plan zegt ook niets over de controle over de natuurlijke bronnen van het gebied, die feitelijk toekomt aan de oorspronkelijke bewoners.
Het plan voorziet in een referendum over het wel of niet aanvaarden ervan als een oplossing van het conflict. Marokko heeft echter expliciet aangegeven dat het autonomieplan per definitie een mogelijkheid voor onafhankelijkheid uitsluit. In 1975 heeft het Internationaal Hof van Justitie het recht op zelfbeschikking voor de Sahrawi al erkend. Het is onwaarschijnlijk, dat de Sahrawi autonomie in plaats van onafhankelijkheid zullen accepteren.

## Kernpunten van het plan
- Het creëren van een moderne en een democratische samenleving.
- Een einde maken aan scheiding en ballingschap, en het bevorderen van verzoening en vertrouwen.
- Een leidende rol voor Saharanen in organen en instellingen van de regio. Democratisch zelfbestuur door middel van wetgevende, uitvoerende en juridische instanties met exclusieve bevoegdheden. De regio krijgt een eigen parlement, een minister-president die door de koning wordt beëdigd, en algemene verkiezingen.
- Economische zelfvoorziening en zelffinanciering door middel van het heffen van eigen belastingen. Oprichting van een Economische en Sociale Raad.
- Behoud van staatsbevoegdheden in de Koninklijke domeinen, met name op het gebied van defensie, buitenlandse betrekkingen en de constitutionele en religieuze macht van de koning.
- Rechtbanken ingesteld door het regionale parlement met volledige onafhankelijkheid en in de naam van de koning.
- Herziening Marokkaanse grondwet door de autonomie van de Saharaanse regio op te nemen.
- "Volledige integratie" van de teruggekeerde personen naar het land. Amnestie, vrij van een eventuele juridische procedures, arrestatie, detentie, gevangenneming of "intimidatie van welke aard ook". Instelling van een overgangsraad, om hierbij te helpen.
- Inachtneming van het Handvest van de Verenigde Naties en samenwerking met de VN om de gestelde doelen te bereiken.
- Voorleggen van het autonomieplan aan de Saharaanse bevolking middels een referendum.